# Carlo Willeit
Carlo Willeit (* 8. November 1942 in Enneberg; † 29. März 2021) war ein ladinischer Politiker aus Südtirol, Italien.

## Werdegang

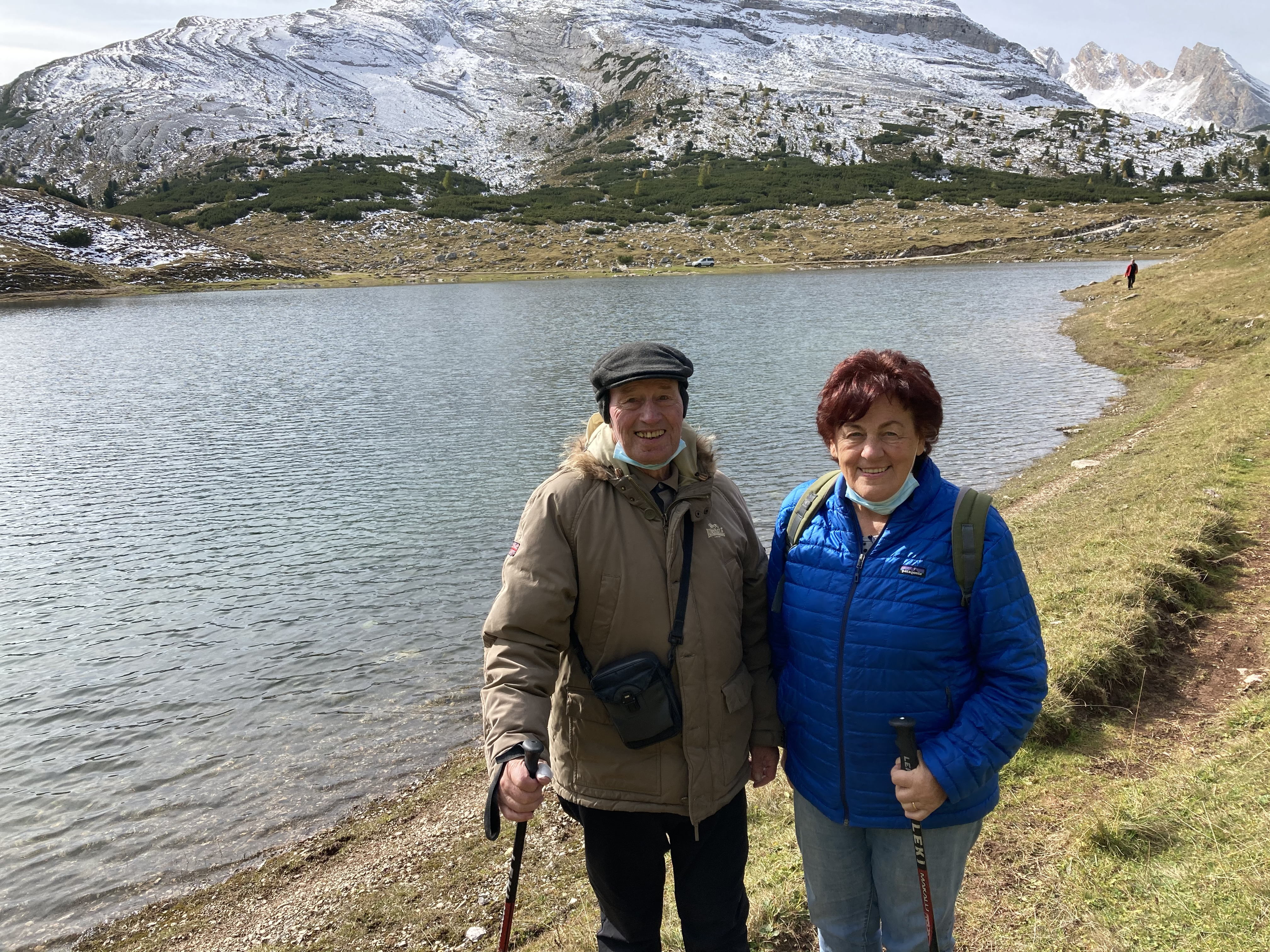
Carlo Willeit auf der Fanes 2020

Willeit absolvierte ein Studium der Rechtswissenschaften an der Universität Padua, das er 1968 mit einer Arbeit über die Südtiroler Gesetzgebung zu den landwirtschaftlichen Genossenschaften zum Abschluss brachte. 1971 begann er als Beamter im Südtiroler Landesdienst zu arbeiten. Er engagierte sich in mehreren ladinischen Verbänden und Vereinen und war unter anderem Gründer der Comunanza Ladina a Bulsan und Vorsitzender der Union Generela di Ladins dla Dolomites. Auf der Liste der Ladins gelang es ihm, 1993 und 1998 ein Mandat für den Südtiroler Landtag und damit gleichzeitig den Regionalrat Trentino-Südtirol zu erringen, in denen er jeweils von 2001 bis zum Ende der Legislaturperiode 2003 als Vizepräsident diente.

## Publikationen
- Die Comunanza Ladina a Bulsan. In: Skolast, 1979, 2/3, S. 24–25.
- Ladini : La minoranza ladina sellana-ampezzana. Wolkenstein 2020.